# Jane d'Hazon de Saint-Firmin
Pour les articles homonymes, voir Hazon.
Marie Louise Armande Jane d'Hazon de Saint-Firmin dite Jane d'Hazon, née le 27 novembre 1873 à Asnières et morte le 28 mai 1957 à Levet (Cher) est une peintre et femme de lettres française.
Sa formation n’est pas bien connue. Elle a peut-être été l’élève d’Adolphe Yvon, de Dominique Rozier et du peintre espagnol Ulpiano Checa y Sanz. 
Elle vit entre Paris et le château familial de Palleau à Levet.

## Peintures
Elle a principalement peint des chats. Ses tableaux sont présentés dans plusieurs musées français :
- Chat guettant une souris - La chasse au musée de Strasbourg.
- Chats au musée de la faïence Frédéric Blandin de Nevers.
- Le Passage de la mer Rouge au musée des beaux-arts de Tours.
- Une place convoitée - Jeunes chats au musée de Lille.

## Ouvrages
Elle a écrit des contes, des recueils poétiques, des essais et des ouvrages historiques. En 1927, elle est nommée officier de l’Instruction Publique.
- Le Chat, son rôle et sa légende (1906)
- Un incident des États de Blois, l'affaire de Saluces et Henri, duc de Guise (octobre-décembre 1588) (1907)
- Une page d'histoire et les Mémoires du maire de Bourges, François Le Mareschal, sieur de Corbet (1910)
- Un Assassin du duc Henri de Guise, François II de Montpezat, baron de Laugnac, capitaine des Quarante-cinq (1566-1590) (1912)
- Deux Témoins de l'assassinat du duc de Guise à Blois, les abbés Claude de Bulles et Étienne d'Orguyn (1913)
- Aux martyrs de Trente. Cesare Battisti,... Fabio Filzi et Damiano Chiesa (1920)
- César Battisti et la fin de l'Autriche (1927)
- Raton, simple histoire d'un chat heureux (1931)